# هاولیچکوو برود
هاولیچکوو بْرود (به چکی: Havlíčkův Brod) شهری در ویسوچینا کشور جمهوری چک است که جمعیت آن در سال ۲۰۰۷ میلادی ۲۴٫۲۶۵ نفر بوده‌است.
این شهر دارای یک مرکز تاریخی باشکوه است که به خوبی حفظ شده و به عنوان یک منطقه یادبود شهری تحت حفاظت قانون قرار دارد. هاولیچکوو برود به دلیل موقعیت مکانی خود در مرکز کشور، به عنوان یک مرکز مهم حمل و نقل شناخته می‌شود.

## نام شهر
نام این شهر در طول تاریخ چندین بار تغییر کرده‌است. ابتدا «برود» نامیده می‌شد که در زبان چکی به معنی گُدار، یعنی مکان کم‌عمق عبور از رودخانه است. نام محل سپس به یاد بنیانگذار آن، اسمیل لیشتنبرگ، «برود اسمیل» نام گرفت. در قرن چهاردهم به دلیل جمعیت غالب آلمانی آن به «نمتسکی برود» (به معنی گدار آلمانی) تغییر نام یافت. سرانجام پس از جنگ جهانی دوم و به دلیل احساسات ضد آلمانی، به افتخار نویسنده «کارل هاولیچک بوروفسکی» که در همان نزدیکی به دنیا آمد، تحصیل کرد و بزرگ شد، «هاولیچکوو برود» نامگذاری شد به معنی گدار هاولیچک.

## جغرافیا
هاولیچکوو برود تقریباً در مرکز جغرافیایی جمهوری چک قرار دارد. این شهر توسط رودخانه سازاوا که چندین نهر کوچکتر نیز به آن می‌پیوندند، سیراب می‌شود. این شهر دارای تعدادی دریاچه ماهی است که برخی از آن‌ها در داخل محدوده شهری قرار دارند. بزرگ‌ترین دریاچه این منطقه «سیهلارسکی» نام دارد که محل مناسبی برای تفریح و ورزش‌های آبی است.

## تاریخچه
اگرچه افسانه‌ای وجود دارد که این شهر در سال ۷۹۳ تأسیس شده‌است، اما اولین اشاره قابل اعتماد به شهرک «برود» مربوط به سال ۱۲۶۵ است. این شهر به احتمال زیاد توسط اسمیل از لیختنبرگ در مسیر یک جاده تجاری تأسیس شد. در ابتدا مرکز مهمی برای معدن نقره بود و بعدها به مرکز صنایع دستی و تولیدات کشاورزی تبدیل شد. هاولیچکوو برود در طول جنگ‌های هوسی در سال ۱۴۲۲ ویران شد اما دوباره بازسازی شد و در قرن شانزدهم و هفدهم رونق یافت.

## اقتصاد
در حال حاضر هاولیچکوو برود دارای بیمارستان‌های پزشکی و روانی است که از کارفرمایان اصلی شهر به‌شمار می‌روند. همچنین کارخانه‌هایی مانند فتوبوای جمهوری چک (تولیدکننده قطعات خودرو) و پلئاس (تولیدکننده لباس زیر) در این شهر فعالیت می‌کنند. علاوه بر این، کارخانه آبجوسازی هاولیچکوو برود که در سال ۱۸۳۴ تأسیس شده‌است، از دیگر مراکز مهم اقتصادی این شهر محسوب می‌شود.

## ترابری
ایستگاه قطار هاولیچکوو برود محل تلاقی پنج خط ریلی اصلی است و علاوه بر ایستگاه اصلی، دارای چهار ایستگاه دیگر نیز می‌باشد. این شهر همچنین محل تلاقی دو جاده اصلی جمهوری چک است و علاوه بر آن دارای یک فرودگاه کوچک برای پروازهای تفریحی و گردشگری می‌باشد.

## جاذبه‌های گردشگری
میدان هاولیچکوو با خانه‌های زیبای دوران رنسانس و باروک، تالار شهر قدیمی (اثر ملی از سال ۲۰۲۴)، تالار شهر جدید، کلیسای جامع عروج مریم مقدس با برج ۵۱ متری که یکی از قدیمی‌ترین زنگ‌های کشور را در خود جای داده‌است، خانه اشتافل (نمونه‌ای از معماری عامیانه و اثر ملی) و موزه ویسوچینا از جمله جاذبه‌های گردشگری شهر هاولیچکوو برود هستند.